# Busenhausen
Busenhausen là một đô thị thuộc huyện Altenkirchen, bang Rheinland-Pfalz, phía tây nước Đức. Đô thị Busenhausen có diện tích 3,02 km², dân số thời điểm ngày 31 tháng 12 năm 2006 là 347 người.